# FN Five-seveNに関連する作品の一覧
FN Five-seveNに関連する作品の一覧は、ベルギーのFN社が開発した拳銃FN Five-seveNに関連する作品を一覧にしたものである。

## 映画・テレビドラマ
『G.I.ジョー』
スネークアイズが使用。
『GAMER』
主人公のジョン"ケーブル"ティルマンが使用。
『アドレナリン』
主人公のシェブ・チェリオスがサプレッサー付で使用。
『ザ・ヒット・リスト』
ジョナスアーバーが使用。
『ブラザーミッションーライド・アロング2 』

## 漫画・アニメ
『CANAAN』
テロ組織グループのボスでありダイダラ社の筆頭株主であるアルファルド・アル・シュヤがアメリカ市場向け民間FN Five seveN（USG）モデルを愛用している。
『GUNSLINGER GIRL』
ヘンリエッタの使用するP90に合わせ、上司ジョゼが自分用に準備させる。
『ゲート 自衛隊 彼の地にて、斯く戦えり』
漫画版において某国の特殊部隊が装備し、P90と共に自衛隊によって鹵獲される。主人公の伊丹二尉もCBPの工作員を脅す際に使用する。
『昭和不老不死伝説 バンパイア』
梅津直人がマリアに渡す。
『ブラスレイター』
悪魔を調査する組織「XAT」の隊員が使用。
『ルパン三世』
『ルパン三世 天使の策略 〜夢のカケラは殺しの香り〜』
エミリー・オブライエンが使用（漫画版ではグロック17）。
『ルパン三世VS名探偵コナン THE MOVIE』
アラン・スミシーが所持。
『ソードアート・オンライン』
作品内のゲームであるGGO(ガンゲイル・オンライン)にて主人公キリトが使用する、本銃はキリトの戦闘スタイルに光剣との相性を考え見て本作のヒロインであるシノンが牽制向きの拳銃として勧め促される形でキリトが購入する。
『無職強制収容所』
3巻にて速川ショウがFN Five-seveN USGを使用しており、主人公の神条達也に対して脅しで頭に銃口を突きつけ投降させる。また荒巻が隊長は捕虜としていらないと指示し速川が保安局搬送部第8搬送隊隊長の長内康介に対して問答無用に一発頭部に発砲し射殺する。4巻以降ではシルエット的にFN Five-seveNと断定出来無い。
『天空侵犯』
FN Five-seveNが非常に弾速が速い銃として登場する。

## 小説
『SCAR/EDGE』
カラ（織田景虎）が使用。
『ソードアート・オンライン』
ファントムバレット編（死銃編）、GGO内においてキリトが牽制用に所持。アニメ『ソードアート・オンラインII』でも登場。
『ソードアート・オンライン　オルタナティブ　ガンゲイル・オンライン』
SJなどにおいて、クラレンスがAR-57のサイドアームとして使用。
『マヌケなFPSプレイヤーが異世界へ落ちた場合』
主人公、シュバルツが使用。
『ヤングガン・カルナバル』
鉄美弓華が使用。
『レインボーシックス3 ブラックアロー』
「AP Army」の名称で登場する。

## ゲーム
『Alliance of Valiant Arms』
「FN57」の名称でサブ武器として登場。ゲーム内ガチャで入手可能。
『Just Cause』
「Moretti P.94」の名称で登場する。
『MASSIVE ACTION GAME』
「F57」の名称でレーヴンのハンドガンとして登場。サプレッサーの装着が可能。
『OPERATION7』
『Routes』
主人公の那須宗一が使用。
『Secret Service』
主人公が所持している。弾数は無限で殺傷力が高い。
『SOCOM: U.S. Navy SEALs Portable』
「F57」の名称でサブ武器として登場。サプレッサーとレーザーサイトの装着が可能。
『エクソダスギルティー』
現代編主人公の真道カスミが使用。
『カウンターストライク』
カウンターテロリスト陣営（CSNEOではNEO陣営）のみ購入可能。P90と弾薬を共用できる。
『コール オブ デューティシリーズ』
『CoD:MW3』
デルタフォースのサンドマンが使用している他、サブウェポンのハンドガンとしても登場。
『CoD:BO2』
サブウェポンとして登場。名称が「5-7」となっている。装弾数20発。
『スプリンターセルシリーズ』
主人公サム・フィッシャーが装備（商標問題を避けるため、ゲーム中では「SC Pistol」と表記される）。スプリンターセル コンヴィクションでは「お気に入りの銃」と呼ばれている。
『ソードアート・オンライン フェイタル・バレット』
『SPBNightSky』の名称で登場。ただし、グリップ部分など外見に若干のアレンジされた架空銃である。キリト、クラレンスなどが使用する。
『デッドライジング』
敵キャラクターとして登場するカリート・キーズが、サブウェポンとして使用。
『バイオハザード4』
レオン・S・ケネディとエイダ・ウォンがレーザーサイト付を使用（エイダはミニゲームで使用）。ゲームの仕様上、専用弾の5.7mm弾ではなく他のピストルと共通の9x19mmパラベラム弾が使われる。ゲーム内での名称は「パニッシャー」。攻撃力は低いが、弾丸が敵や盾を通常は2人、フル改造すると最大5人まで貫通するため、盾持ちの敵や複数の敵を相手にする際に有効。
『バイオハザード RE:4』
『バイオハザード4』と同じく「パニッシャー」の名称で登場。
『バトルフィールドシリーズ』
『BF4』
「FN57」という名称で登場。
『BFH』
『メタルギアシリーズ』
『MGGB』
主人公のソリッド・スネークが使用。サプレッサー装備可能。
『MGS4』
ヘイブン・トルーパーがP90と共に所持。オールド・スネークも使用可能。
『レインボーシックスシージ』
『ドールズフロントライン』
星5戦術人形「Five-seven」として登場。通常では入手出来ず、イベント限定ステージのドロップ報酬かポイント交換でしか入手出来ない。